# Komlóstető

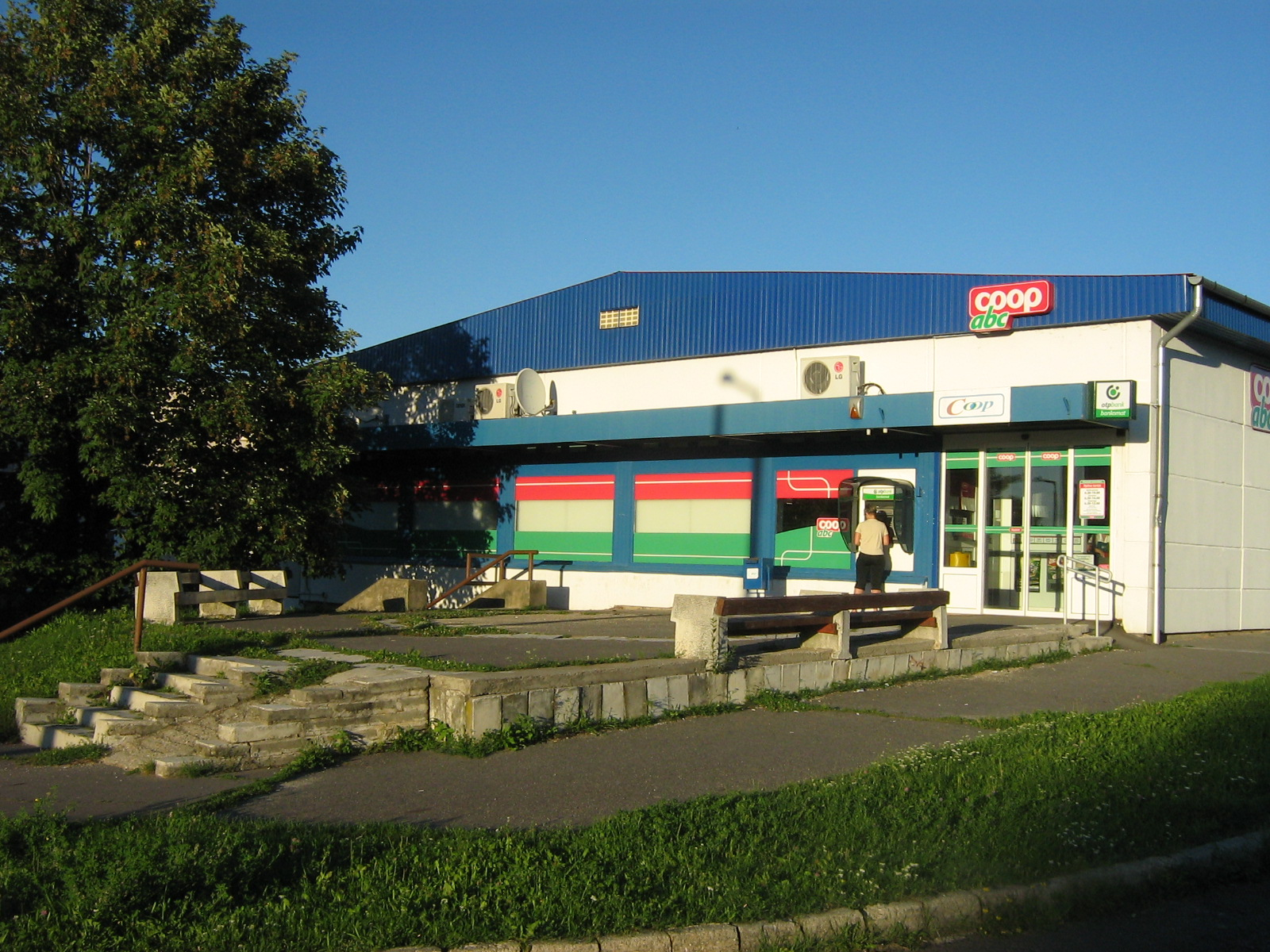
A Coop ABC a Szeder utcai lakótelepen, a bolt előtt OTP bankautomata működik.

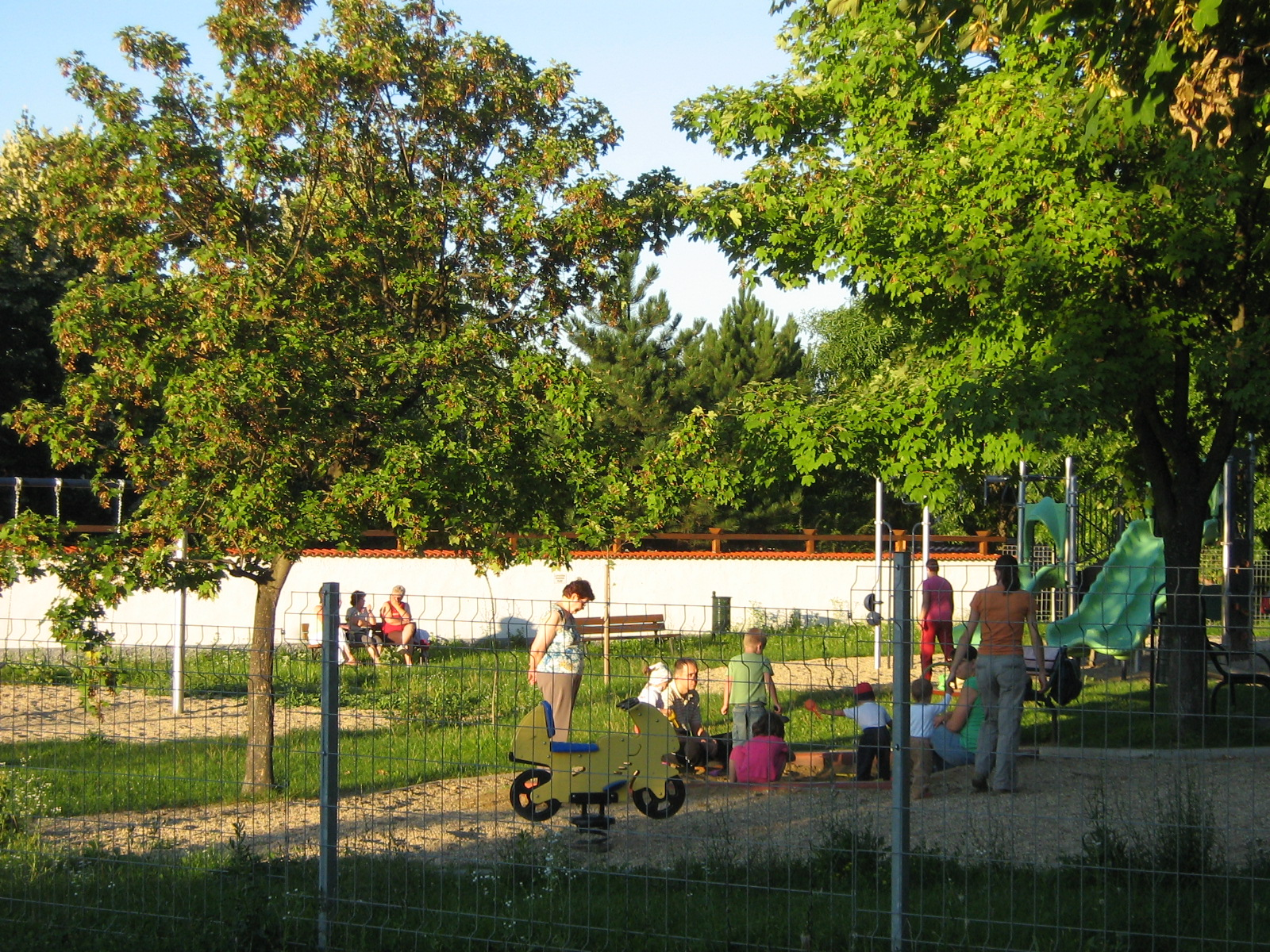
Játszótér az Óvoda mögött

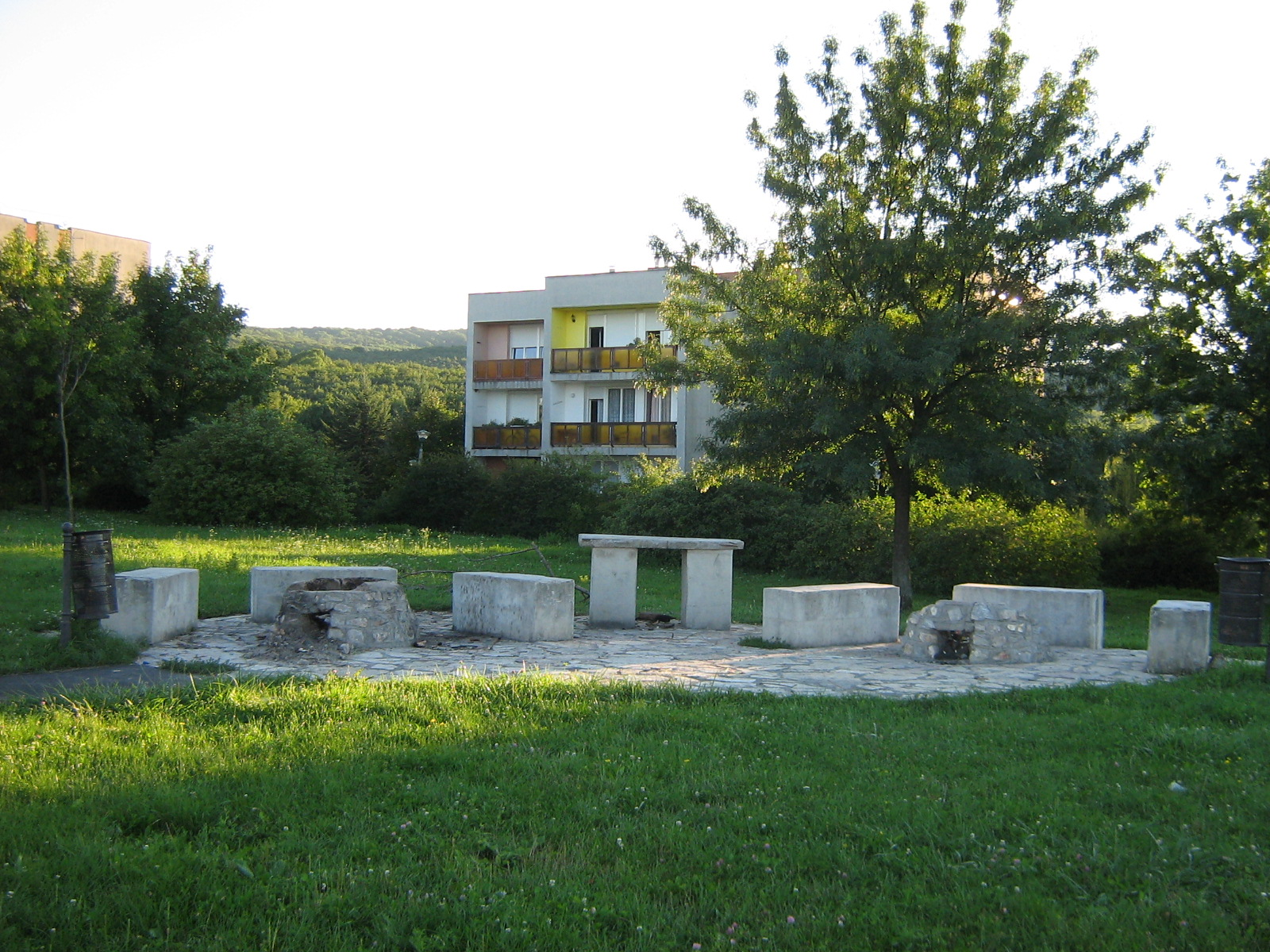
Tűzrakóhely a lakótelep közepén

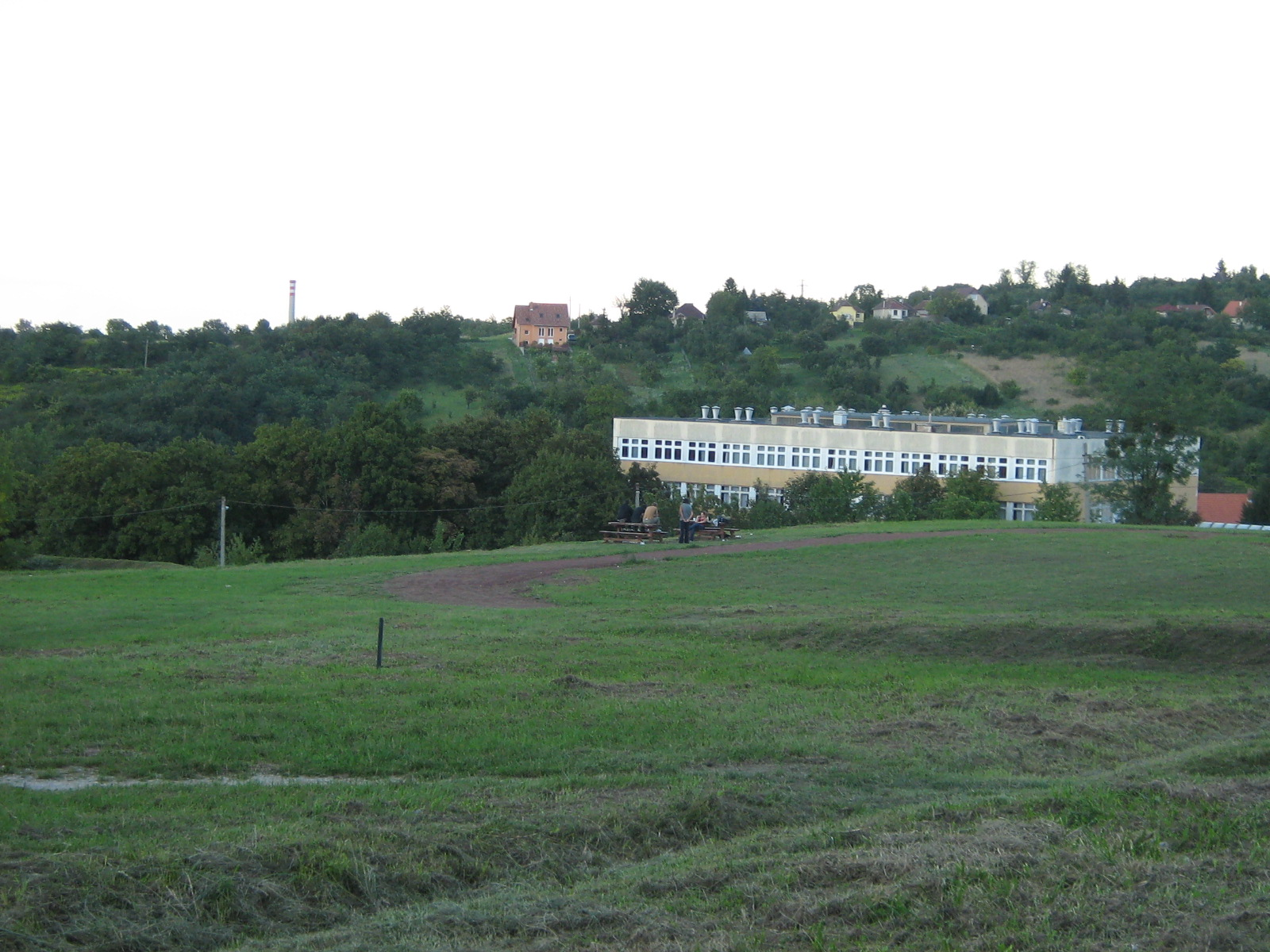
A Komlóstetői Általános iskola, előtérben egy kis futópálya

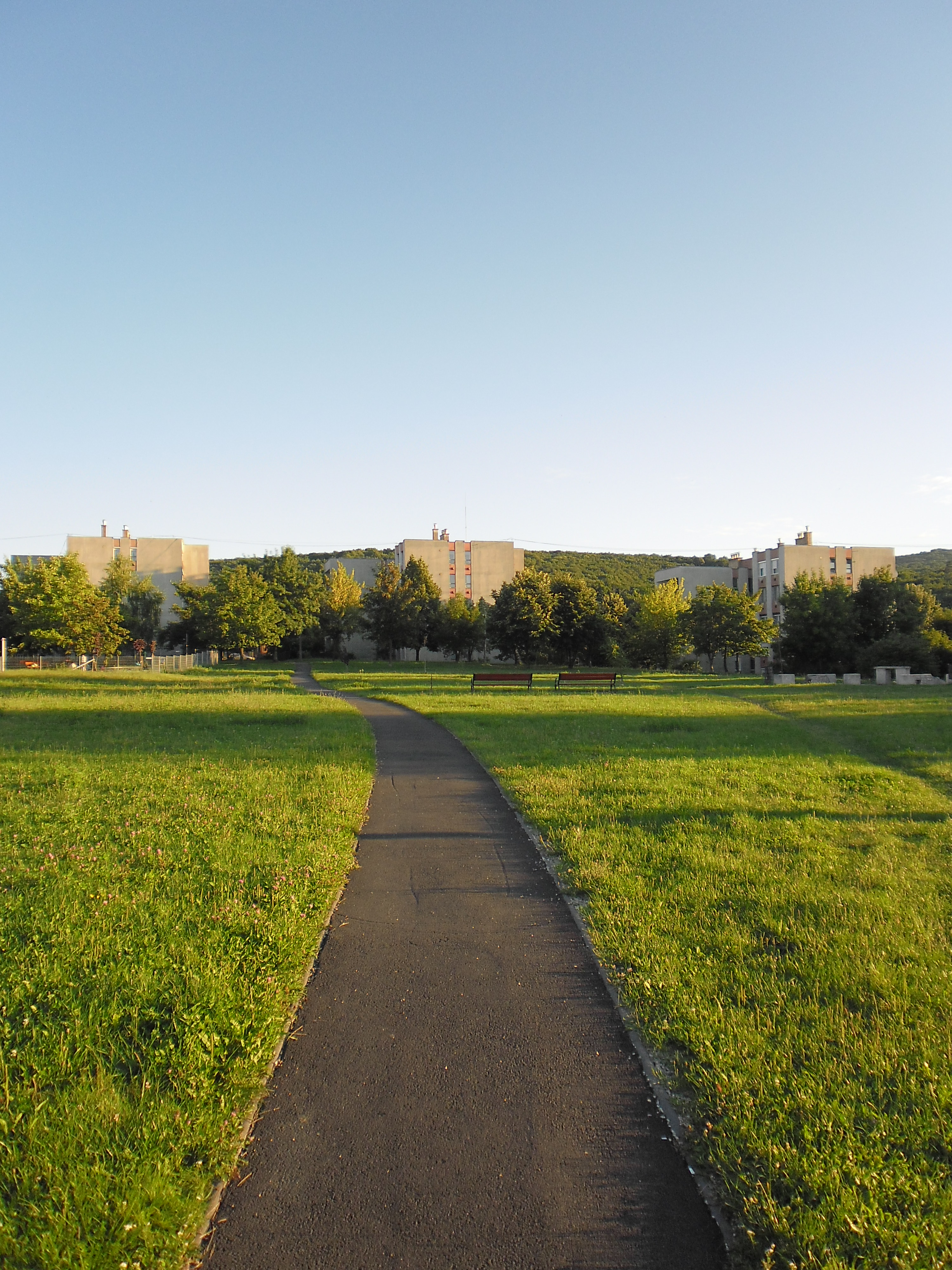
Park Komlóstetőn

Komlóstető Miskolc egyik városrésze, területe, a Vargahegy városrésszel együtt 8,59 km². Kicsinysége miatt az Integrált Városfejlesztési Stratégia helyzetelemző statisztikája együtt említi a Vargaheggyel, ami szorosan kapcsolódik a Komlóstetőhöz, ahol a lakótelep és a nyílt beépítésű kertes lakóövezetek közös egységet alkotnak. Komlóstetőt a Vargaheggyel az Örömhegy köti össze, amely nevét IV. Béla király idején kapta. Pesty Frigyes Borsod vármegye leírása 1864-ben című kiadványa alapján a miskolci lakosok a tatárok ellen menekülve ezen a helyen gyűltek össze, majd miután azok elvonultak, örömünnepet ültek itt.

## Fekvése
A Komlóstető a Vasgyártól délre a Bükk-vidék hegyeinek nyúlványára kapaszkodik fel egészen a gerincig, Miskolctapolca északi pereméig. A Komlóstető a Vargaheggyel együtt a kohászok számára épített lakóhely volt. Később Miskolctapolca irányában a hétvégi telkek is megszaporodtak, majd a fejlődés következtében a hétvégi házak lakóházakká nőtték ki magukat.
A terület növényvilágban és természeti értékekben gazdag. Miskolc város védettségre váró természeti értékei közül itt található a 350 méter magas Poklos-tető, amelynek területe 25 hektár. Megközelítése egyszerű, az Újgyőri főtérről a 19-es és a 67-es busszal elérhető. A tetőn, illetve DK-re lejtő oldalában még ma is ép, érintetlen formában megtalálható sztyepprét van, kisebb csepleszmeggy-foltokkal, bokorerdő elemekkel.
A növényfajok közül kiemelkedik a tavaszi hérics, a csillagőszirózsa (Aster amellus), a budai imola, a nagyezerjófű, a piros kígyószisz, az apró és tarka nőszirom, illetve a leánykökörcsin több száz tőből álló állománya. A bokrok közül a szeder is említésre méltó. Jelen van még a magyar zergevirág és a Janka-tarsóka is.
A területen több védett állatfaj is megtalálható, többek között a kardoslepke. Gazdag hüllő- és madárfaunával is bír, amelyek felderítése további kutatásokat igényel.
A Galyák alkotta láncolat tagja ez a hely, és a fajmegőrzésben, valamint a növények elterjedési lehetőségeinek biztosításában nagy jelentősége van. Lényeges a Vásárhely-tető és a Galya-tető védelme is, a Poklos-tető mellett.

## Környezeti kultúra
A terület határain több ipari létesítmény található, de a DAM-Digép terület rehabilitálása, átalakítása következtében a környezetszennyezés jelentősen csökkent az utóbbi években. Az évi átlag 35%-át sem éri el az ülepedő por mennyisége, melyet rendszeresen mérnek. A lakótelepen több napelemmel felszerelt családiház működik, egyre többen választották már ezt a megoldást az energiatakarékosság jegyében. Kiemelt feladatként a szennyvízelvezetés problémája kezelendő.

## Népesség
A 2001-es népszámlálási adatok alapján a Komlóstető-Vargahegy városrész lakónépessége 4680 fő volt, ami Miskolc város lakosságának 2,5%-a. A népesség 90%-a a Komlóstetőn élt, 10%-a pedig a Vargahegyen. A népsűrűség 547,2 fő/km² volt 2001-ben.

## Közszolgáltatások a városrészben
Komlóstető a 16. választókerületbe tartozik, képviselője (2019) Bazin Levente. Településrészi önkormányzat működik itt, amely Komlóstető ügyeivel foglalkozik. A Komlóstetőn található a Komlóstetői Általános iskola (3533 Miskolc Olvasztár utca 1), ahol a környékbeli (ld. Vargahegy) gyermekek magas színvonalú oktatásban részesülnek. Az iskolában Sószobát alakítottak ki – a légzőszervi megbetegedések kompenzálására – , melyet előzetes bejelentkezés alapján térítésmentesen használhatnak a komlóstetői lakosok. A Szeder úti óvodában, mely a Miskolci Batsányi János Óvoda tagóvodája, összesen 150 óvodai férőhely áll rendelkezésre, bölcsőde nincs a városrészben. Postai szolgáltatás nem érhető el, a legközelebbi postahivatal a 9-es posta, az Újgyőri főtéren működik. Gyógyszertár nincs, a legközelebbi patika a volt Vasgyári SZTK épületében, a Kerpely Antal utca 1 szám alatt található. Orvosi ellátást két háziorvosi körzet nyújt, ami a Vasgyári Kórházban működik. Kórházi ellátás a Semmelweis rendelőintézetben és a Szent Ferenc kórházban történik. A Vasgyári köztemető a Vargahegy lábánál található.

## Közlekedés
A miskolci 19-es buszjárat az Újgyőri főtér és Komlóstető kapcsolatát látja el. A buszjárat körbemegy, a lakótelepet is érintve, közben érintve Komlóstető megállóhelyet is. A buszjárat az Újgyőri főtérről (régi nevén Marx tér) indulnak, ahol csatlakozni lehet a város többi pontjára induló közlekedési eszközökhöz, a villamoshoz és a buszokhoz. Korábban kiszolgálta a városrészt a 67-es buszjárat is,ami 2021. március 10-től megszűnt az MVK pénzügyi nehézségei miatt.  Az Újgyőri főtéren taxiállomás is üzemel.

## Kultúra
A Komlóstetői Általános Iskola már évek óta ad otthont a terület kulturális rendezvényeinek. 2012. márciusában megalapították a Komlóstetői Ifjúság Klubot, ahol a helyi fiatalaság szabad idejében kikapcsolódhat. Az iskola egyik szabad helyiségét alakították ki erre a célra. A klub iskolaidőben hétfőn, szerdán és pénteken délután 4 és este 8 óra között van nyitva, a szünidő alatt pedig naponta délelőtt 10 órától este 8-ig áll a fiatalok rendelkezésére. Ugyanebben az épületben kapott otthont a 750-es Nagy Lajos király cserkészcsapat is.

## Közszolgáltatások – intézmények
- Komlóstetői Általános Iskola (3533 Miskolc, Olvasztár utca 1)
- Szeder utcai Óvoda, 150 férőhelyes óvoda (3533 Miskolc, Szeder utca 2/a)
- ETKA Jóga Nemzetközi Egyesület Miskolci Szervezete
- Komlóstetői Kerékpáros Sport Klub, (KKSK)
- A Vargahegyen létesült és működik a Miskolci Autista Alapítvány Autisták Családi Otthona
- A Vargahegy lábánál elterülő Vasgyári temető

## Létesítmények
- A KKSK BIKE PARK: Miskolc-Komlóstető központjában helyezkedik el 2500 m²-es területen. Célja a hegyikerékpár és a BMX sport népszerűsítése, a fiatalság erre a sportra való nevelése.[10]
- Oxigéngyár
- Miskolci Hőszolgáltató Kft., Komlóstetői kazánház

## Vendéglátóipari egységek
- Felicita Pizzéria, 3533 Miskolc, Olvasztár utca 29
- Komlós kocsma, Szeder utca, (a Coop üzlet alatt)

## Szelektív hulladékgyűjtő szigetek
- Komlóstető – Olvasztár utcai buszmegálló[11]
- Komlóstető – Szeder utca 56. járda melletti füves terület
- Komlóstető – Szeder u. 40–42. közötti parkoló
- Komlóstető, Lomb u. buszforduló
- Komlótető, Szeder ABC parkoló

## Állattartás
Komlóstetőn és környékén számos kisgazdaság található, ahol lovakat, birkákat és egyéb haszonállatokat tenyésztenek. A terület a Miskolc Megyei Jogú Város Önkormányzata 2010-es rendelete szerint a II. számú állattartási övezetbe tartozik.

### Az övezetbe tartozó területek
Csermőkei út – Vargaoldali dűlőhát – Muszkás oldali dűlő utca – Hideg sor – Ruzsinszőlő dűlő út közötti terület, Muszkás oldal – Magas hegy – Örömhegy utca – Nagymély út – Nádastó utca – Sás utca – Komlóstető utca – Olvasztár utca – Szántó K. J. utca – Komlóstetői kertváros Ny-i széle – Szeder utca – Ládi telep utca – Töbrös utca – Gorkij sor – Gorkij telep D-i széle – Batthyány sor – Csermőkei utca – Vargahegyi ltp. É-i széle – Csermőkei út közötti terület, Ballagi K. utca – Lónyai M. utca – Gózon L. utca – Ökrös utca – Kabar utca – Téglagyári utca – Glanzer M. utca – Alsószinva utcák közötti terület,

## Ebfuttatásra kijelölt terület
- Komlóstető: a Szeder utca északi oldalától az erdőig tartó terület, a bitumenes, kerítéssel lehatárolt kosárlabdapálya kivételével: térmértéke: 10826 m2, Hrsz.: 23835/31.

## Komlóstető utcái
Komlóstető postai irányítószáma 3533.

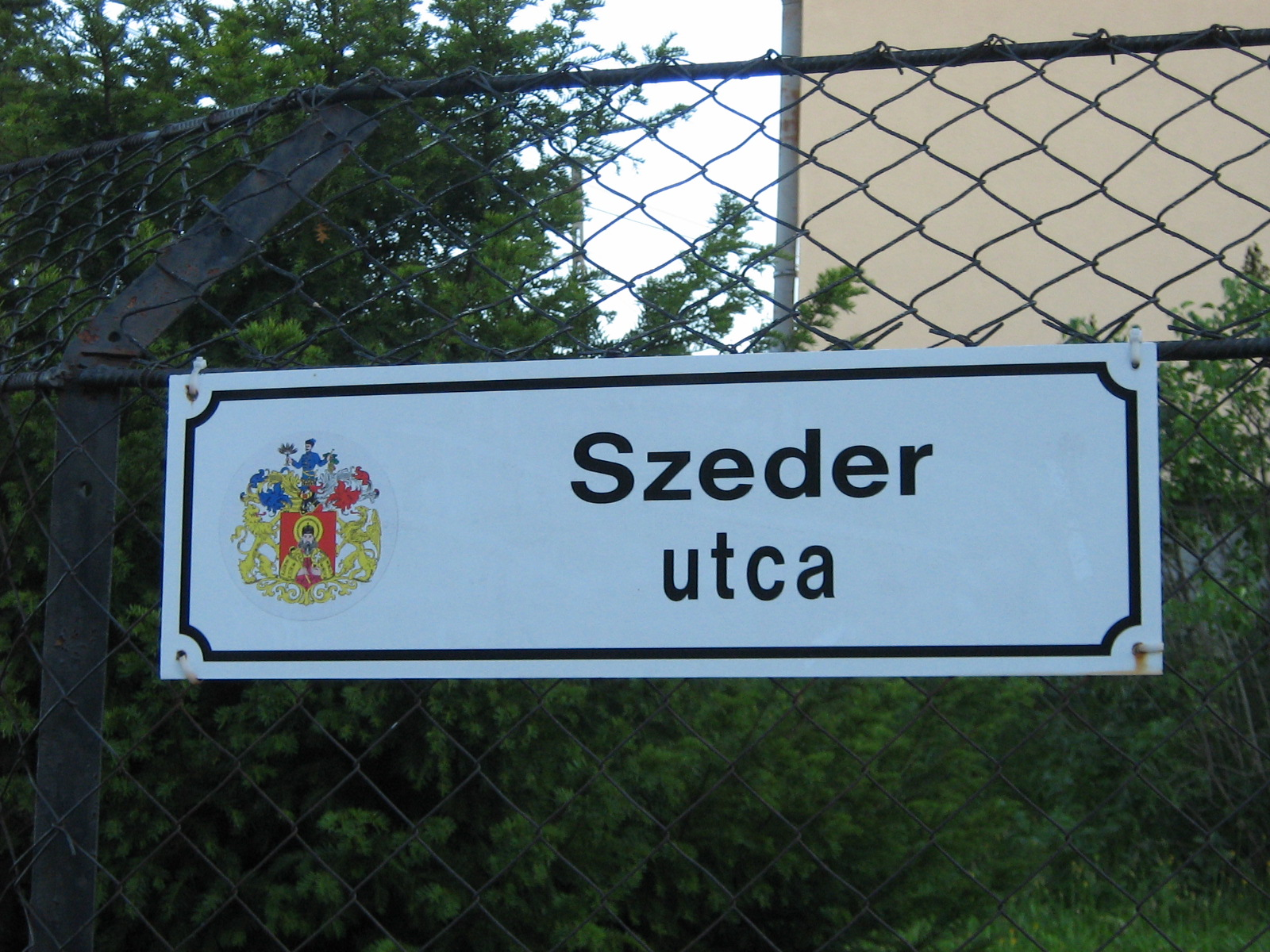
A Szeder utca névtáblája

- Báthori sor
- Cserfa utca
- Csermőkei utca
- Gorkij sor
- Hengerész utca
- Komlóstető utca
- Láditelepi út
- Lomb utca
- Magashegy
- Magyar utca
- Margaréta utca
- Nádastó dűlő
- Nyárfa utca
- Nyírjes utca
- Olvasztár utca
- Orgona utca
- Örömhegy utca
- Pajtás utca
- Puskin utca
- Sás utca
- Szántó Kovács János utca
- Szeder utca[13]
- Szegedi utca
- Töbrös utca
- Vörösbérc utca

## Családi Nap Komlóstetőn
Évek óta megrendezésre kerül a Családi Nap Komlóstetőn program, az alábbi képek 2011. október 15-én készültek Komlóstetőn. A színpadon felléptek a Szeder úti óvodások, a Komlóstetői Általános Iskola diákjai. Volt karatebemutató, musical tánc show és operett Cselepák Balázzsal és Figeczky Annával. Felléptek még Szécsi Viki és barátai és a Mockba együttes.

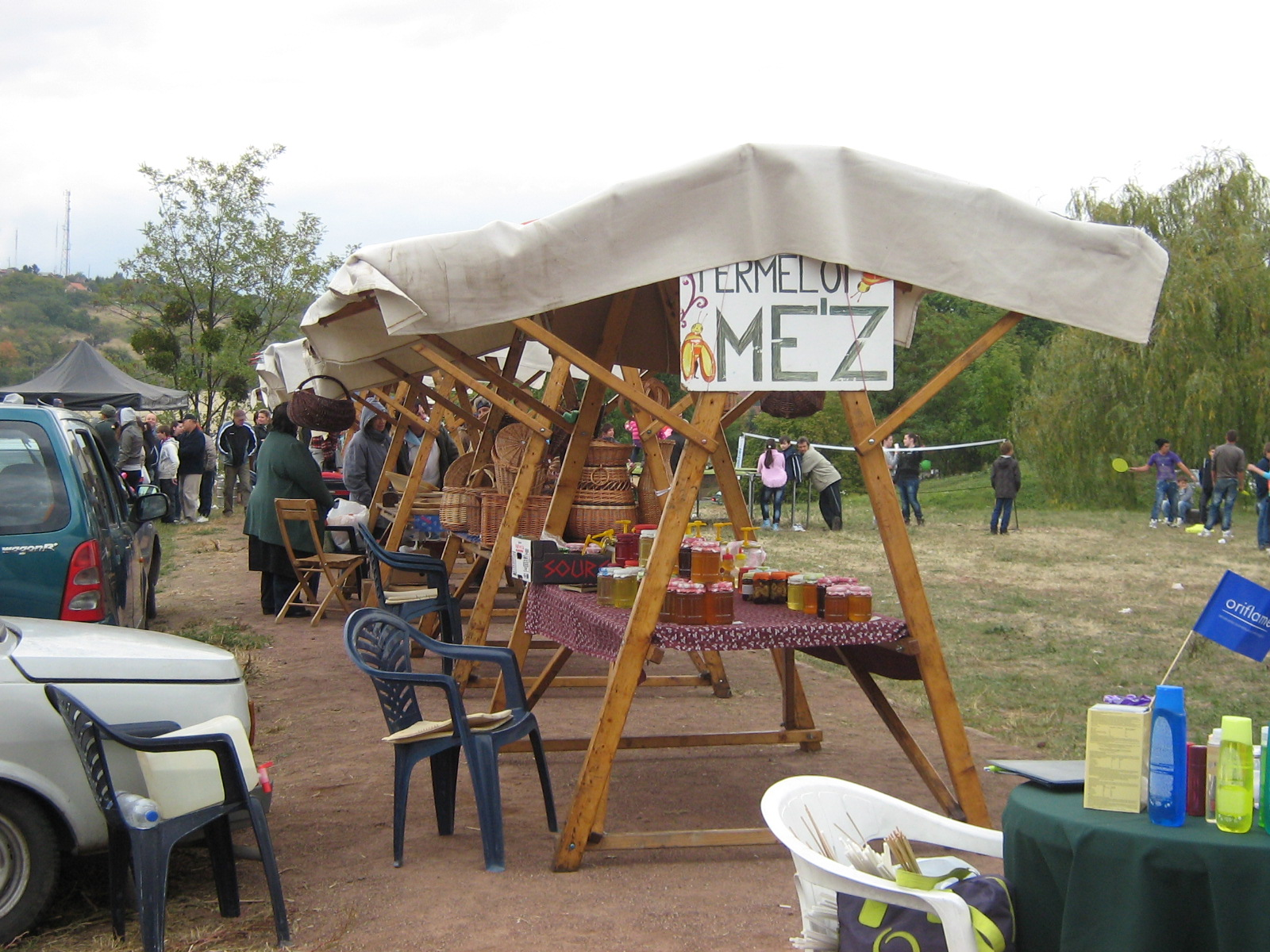
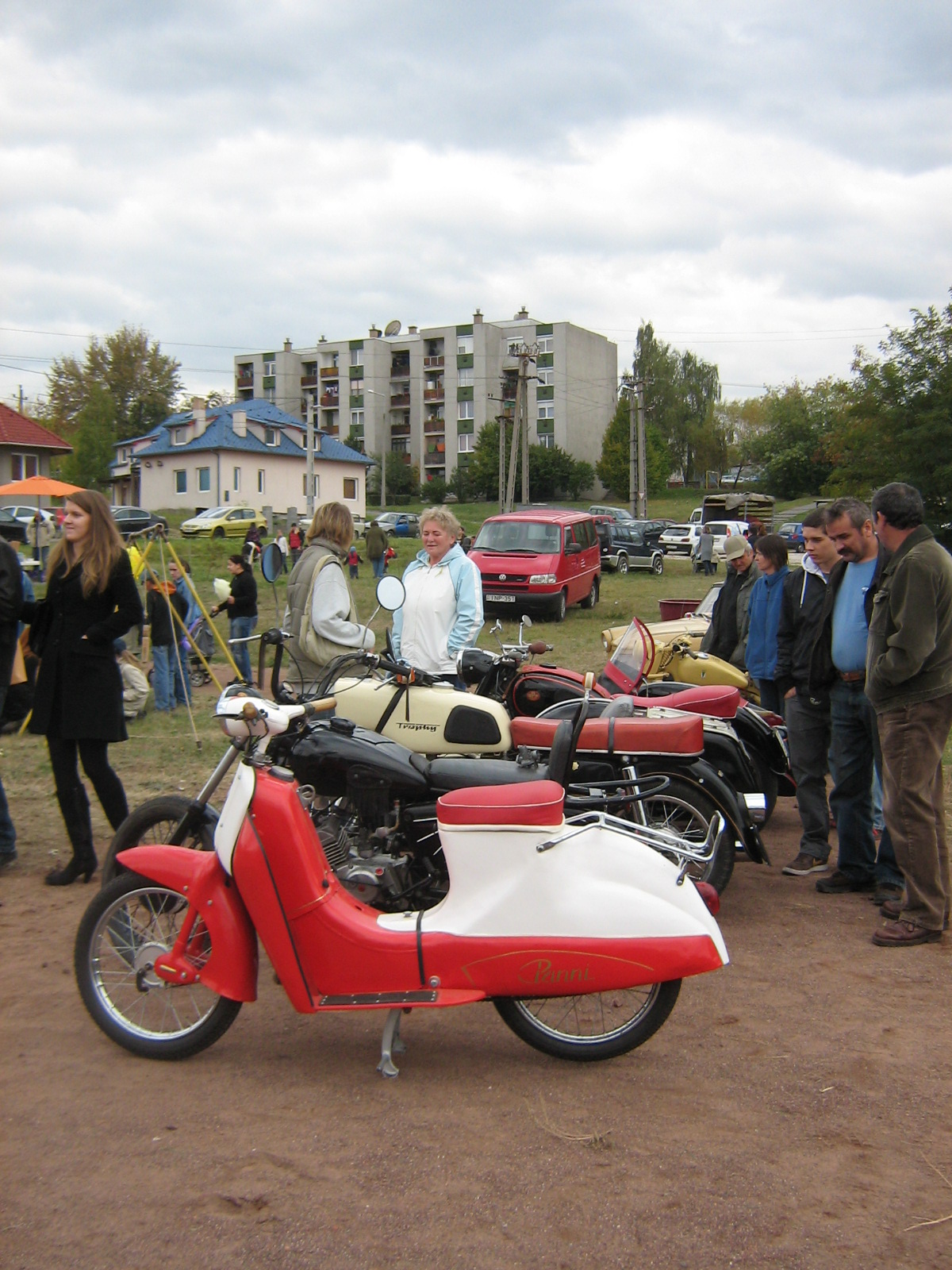
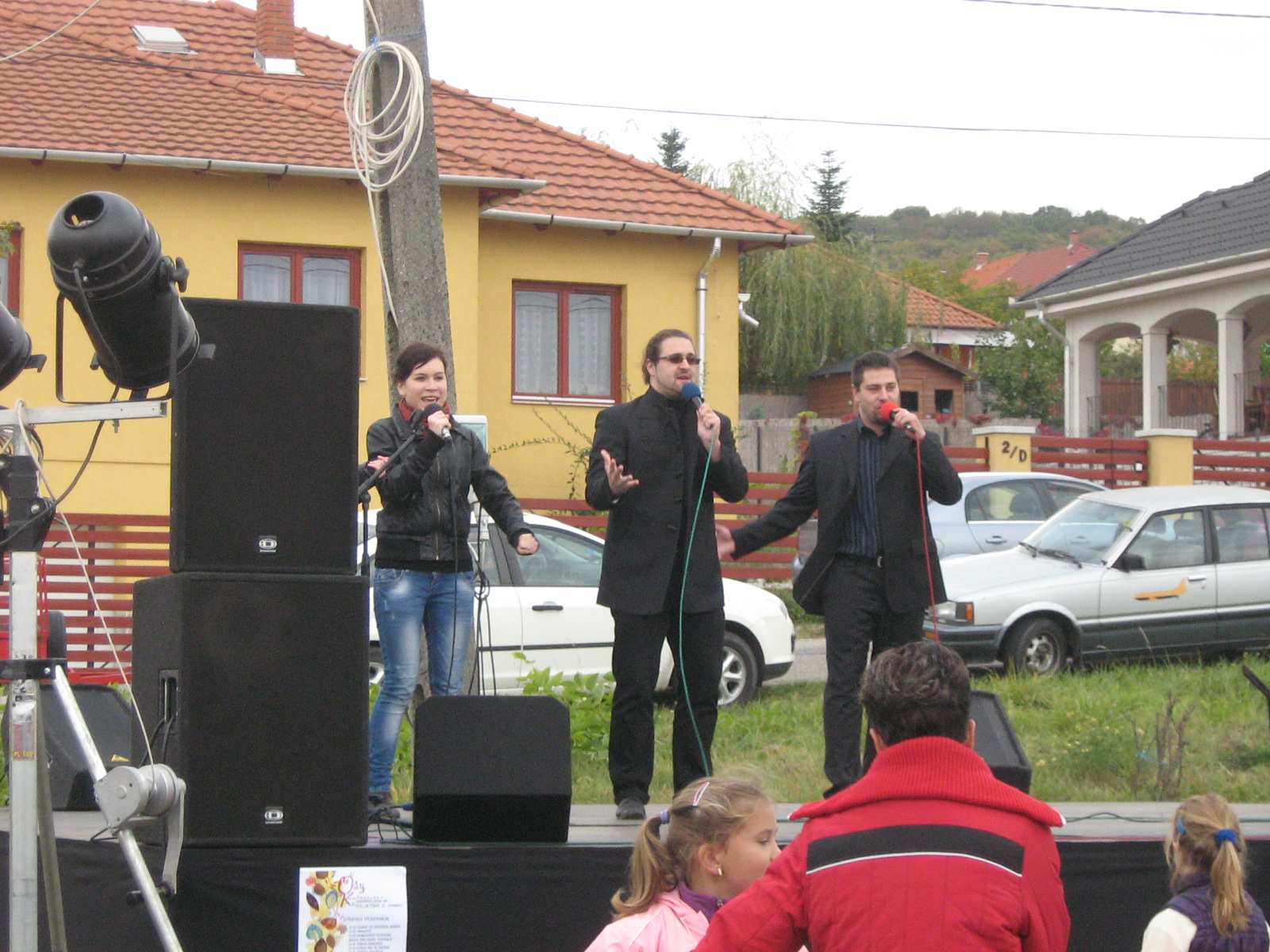

## Közbiztonság
A terület közbiztonsága érdekében a Komlóstetőre térfigyelő kamerát telepítettek, amely az ott élőket védi.

## Komlóstetői vállalkozások, egyesületek, alapítványok
- GUMI-ÉRT BT., 3533 Miskolc, Komlóstető utca 20/a.
- Klíma-Alaszka Kkt., Miskolc, Komlóstető utca 3.
- TRANSZKER Fa Építő és Tüzelőanyag forgalmazó Egyéni Vállalkozás, 3533 Miskolc, Komlóstető utca 2.
- Komlóstetői Pálinkafőzde Pel-Job Bt., 3533 Miskolc, Puskin u. 46.